# Liste der denkmalgeschützten Objekte in Feldbach (Steiermark)
Die Liste der denkmalgeschützten Objekte in Feldbach enthält die 48 denkmalgeschützten, unbeweglichen Objekte der österreichischen Gemeinde Feldbach im steirischen Bezirk Südoststeiermark.

## Denkmäler
| Foto  |                 | Denkmal                                                                                                  | Standort                                                      | Beschreibung | Metadaten |
| ----- | --------------- | --- | ------------------------------------------------------------- | --- | --- |
| ja    | Datei hochladen | Amtsgebäude, Bezirkshauptmannschaft HERIS-ID: 31591 Objekt-ID: 28568                                     | Bismarckstraße 11-13 Standort KG: Feldbach                    | | BDA-Hist.: Q37943246 Status: § 2a Stand der BDA-Liste: 2025-06-30 Name: Amtsgebäude, Bezirkshaupmannschaft GstNr.: .495 |
| ja    | Datei hochladen | Wohnhaus HERIS-ID: 31589 Objekt-ID: 28566                                                                | Bismarckstraße 12 Standort KG: Feldbach                       | Das Wohnhaus der Stadtgemeinde Feldbach mit seinen markanten loggienartigen Öffnungen in der Mittelachse stammt vom Grazer Architekten Josef P. Rathswohl und wurde 1925/26 erbaut. | BDA-Hist.: Q37943238 Status: § 2a Stand der BDA-Liste: 2025-06-30 Name: Wohnhaus GstNr.: .317 |
| ja    | Datei hochladen | Figurenbildstock hl. Johannes Nepomuk HERIS-ID: 31342 Objekt-ID: 28284                                   | Franz-Josef-Straße Standort KG: Feldbach                      | | BDA-Hist.: Q37941755 Status: § 2a Stand der BDA-Liste: 2025-06-30 Name: Figurenbildstock hl. Johannes Nepomuk GstNr.: 533/2 Bildstock Johannes Nepomuk, Feldbach |
| ja    | Datei hochladen | Straßenbrücke, Franz-Josef-Brücke HERIS-ID: 31343 Objekt-ID: 28285                                       | Franz-Josef-Straße Standort KG: Feldbach                      | | BDA-Hist.: Q37941764 Status: § 2a Stand der BDA-Liste: 2025-06-30 Name: Straßenbrücke, Franz-Josef-Brücke GstNr.: 516/1 Franz-Josef-Brücke, Feldbach |
| ja    | Datei hochladen | Ehem. Reparaturwerkstätte, später Wasserwerk HERIS-ID: 112507 Objekt-ID: 130713seit 2017                 | Franz-Seiner-Gasse 2 Standort KG: Feldbach                    | Das in klassizistischen Formen gehaltene Wasserwerk stammt aus den Jahren 1914–1918. | BDA-Hist.: Q37831408 Status: Bescheid Stand der BDA-Liste: 2025-06-30 Name: Ehem. Reparaturwerkstätte, später Wasserwerk GstNr.: .285/2 |
| ja    | Datei hochladen | Wohnbaracke, Gütermagazin, Kriegsgefangenenlager (2 Gebäude) HERIS-ID: 112508 Objekt-ID: 130714seit 2017 | Franz-Seiner-Gasse 8 Standort siehe Beschreibung KG: Feldbach | Anmerkung: Die beiden Gebäude stehen auf Franz-Seiner-Gasse 8 und Franz-Seiner-Gasse 14. | BDA-Hist.: Q37831417 Status: Bescheid Stand der BDA-Liste: 2025-06-30 Name: Wohnbaracke, Gütermagazin, Kriegsgefangenenlager (2 Gebäude) GstNr.: .282, .313 |
| ja    | Datei hochladen | Ehem. Werkstättengebäude HERIS-ID: 112509 Objekt-ID: 130715seit 2017                                     | Franz-Seiner-Gasse 15 Standort KG: Feldbach                   | | BDA-Hist.: Q37831427 Status: Bescheid Stand der BDA-Liste: 2025-06-30 Name: Ehem. Werkstättengebäude GstNr.: .775 |
| ja BW | Datei hochladen | Bürgerhaus HERIS-ID: 31604 Objekt-ID: 28581                                                              | Grazer Straße 1 Standort KG: Feldbach                         | | BDA-Hist.: Q37943364 Status: Bescheid Stand der BDA-Liste: 2025-06-30 Name: Bürgerhaus GstNr.: 88/3 |
| ja    | Datei hochladen | Bürgerhaus, sog. Grazer Tor HERIS-ID: 31600 Objekt-ID: 28577                                             | Grazer Straße 2 Standort KG: Feldbach                         | Das Grazer Tor wurde 1628 als Teil der Stadtmauer errichtet, später wurde der wehrhafte Charakter entschärft und das Tor in ein zweigeschoßiges barockes Bürgerhaus integriert. Das Tor ist ein Steirisches Wahrzeichen. | BDA-Hist.: Q37943310 Status: Bescheid Stand der BDA-Liste: 2025-06-30 Name: Bürgerhaus, sog. Grazer Tor GstNr.: .25/1 Grazer Tor, Feldbach |
| ja    | Datei hochladen | Schule, ehem. Franziskanerkloster HERIS-ID: 31340 Objekt-ID: 28282                                       | Grazer Straße 11, 13 Standort KG: Feldbach                    | Das ehemalige Franziskanerkloster wurde in der Mitte des 17. Jahrhunderts erbaut, im 4. Viertel des 19. Jahrhunderts umgebaut. Geschlossener Innenhof. Nach der Aufhebung im Jahre 1786 wurde das Kloster als Kaserne und Lazarett verwendet, seit 1899 ist es eine Schule im Besitz der Schulschwestern. | BDA-Hist.: Q37941744 Status: § 2a Stand der BDA-Liste: 2025-06-30 Name: Schule, ehem. Franziskanerkloster GstNr.: .11/2, .11/3 Schule, ehem. Franziskanerkloster (Feldbach) |
| ja    | Datei hochladen | Steinerner Metzen HERIS-ID: 31349 Objekt-ID: 28291                                                       | Hauptplatz Standort KG: Feldbach                              | Das kelchartige Hohlmaß aus Basalttuff stammt vermutlich aus dem 15. Jahrhundert und diente als Mustermaß für einen großen Teil der Oststeiermark vor Einführung des metrischen Systems. | BDA-Hist.: Q37941799 Status: § 2a Stand der BDA-Liste: 2025-06-30 Name: Steinerner Metzen GstNr.: 501/4 Metzen, Feldbach (Styria) |
| ja    | Datei hochladen | Mariensäule HERIS-ID: 31599 Objekt-ID: 28576                                                             | Hauptplatz Standort KG: Feldbach                              | Die Mariensäule wurde 1717 errichtet. 1945 wurde sie zerstört und 1949 wieder aufgestellt. Kapitell und Marienfigur stammen von Hans Mauracher. | BDA-Hist.: Q37943298 Status: § 2a Stand der BDA-Liste: 2025-06-30 Name: Mariensäule GstNr.: 501/4 Mariensäule Feldbach (Styria) |
| ja    | Datei hochladen | ehem. Rathaus, Musikschule HERIS-ID: 31598 Objekt-ID: 28575                                              | Hauptplatz 13 Standort KG: Feldbach                           | Das Rathaus wurde in der 2. Hälfte des 19. Jahrhunderts erbaut. Seit Juli 2023 befindet sich der Sitz der Stadtverwaltung in der Villa Hold. | BDA-Hist.: Q37943286 Status: § 2a Stand der BDA-Liste: 2025-06-30 Name: ehem. Rathaus, Musikschule GstNr.: .112 Rathaus Feldbach |
| ja    | Datei hochladen | Neues Rathaus, Musikschule, ehem. Sparkasse, Villa Hold HERIS-ID: 31581 Objekt-ID: 28558                 | Kirchenplatz 4 Standort KG: Feldbach                          | Die Villa Hold wurde um 1890 vom Grazer Architekten August Gunolt im neugotischen Stil errichtet. Nach umfangreichen Umbauten befindet sich seit Juli 2023 in der Villa Hold die Stadtverwaltung der Stadt Feldbach. | BDA-Hist.: Q37943198 Status: § 2a Stand der BDA-Liste: 2025-06-30 Name: Neues Rathaus, Musikschule, ehem. Sparkasse, Villa Hold GstNr.: .41 Villa Hold (Feldbach) |
| ja    | Datei hochladen | Skulptur Raab HERIS-ID: 31582 Objekt-ID: 28559                                                           | bei Kirchenplatz 4 Standort KG: Feldbach                      | Die Figur der Raab ist eine Kopie der Brunnenfigur am Albrechtsbrunnen, die von Johann Meixner stammt und 1869 aufgestellt wurde. | BDA-Hist.: Q37943209 Status: § 2a Stand der BDA-Liste: 2025-06-30 Name: Skulptur Raab GstNr.: 501/19 Raab (sculpture) |
| ja    | Datei hochladen | Kath. Pfarrkirche hl. Leonhard HERIS-ID: 31328 Objekt-ID: 28270                                          | Kirchenplatz 5 Standort KG: Feldbach                          | Die Kirche wurde 1898–1900 von Hans Pascher unter Einbeziehung von Teilen eines gotischen Vorgängerbaus im Stil der Neorenaissance errichtet. | BDA-Hist.: Q1819334 Status: § 2a Stand der BDA-Liste: 2025-06-30 Name: Kath. Pfarrkirche hl. Leonhard GstNr.: .63 Leonhardskirche (Feldbach) |
| ja    | Datei hochladen | Glockenturm HERIS-ID: 31335 Objekt-ID: 28277                                                             | Standort KG: Feldbach                                         | Der Glockenturm aus Beton wurde 1961–1964 erbaut, die markante Bemalung mit etwa zweitausend Farbfelder stammt aus dem Jahr 1987 wurde nach einem Entwurf von Gustav Troger ausgeführt. | BDA-Hist.: Q63986291 Status: § 2a Stand der BDA-Liste: 2025-06-30 Name: Glockenturm GstNr.: .822 Leonhardskirche (Feldbach) - bell tower |
| ja BW | Datei hochladen | Bahngebäude HERIS-ID: 112510 Objekt-ID: 130716seit 2017                                                  | Peter-Rosegger-Straße 11 Standort KG: Feldbach                | | BDA-Hist.: Q37831442 Status: Bescheid Stand der BDA-Liste: 2025-06-30 Name: Bahngebäude GstNr.: .351 |
| ja    | Datei hochladen | Bahnhäuschen HERIS-ID: 112511 Objekt-ID: 130717seit 2017                                                 | bei Peter-Rosegger-Straße 11 Standort KG: Feldbach            | | BDA-Hist.: Q37831455 Status: Bescheid Stand der BDA-Liste: 2025-06-30 Name: Bahnhäuschen GstNr.: 535/2 Bahnhäuschen at Peter-Rosegger-Straße 11, Feldbach (Styria) |
| ja    | Datei hochladen | Pfarrhof HERIS-ID: 31580 Objekt-ID: 28557                                                                | Pfarrgasse 3 Standort KG: Feldbach                            | | BDA-Hist.: Q37943188 Status: § 2a Stand der BDA-Liste: 2025-06-30 Name: Pfarrhof GstNr.: .319 |
| ja    | Datei hochladen | Volksschule HERIS-ID: 31605 Objekt-ID: 28582                                                             | Ringstraße 23 Standort KG: Feldbach                           | Die beiden Monumentalbauten der Volksschule und des Gerichtsgebäude sind Teil einer im 4. Viertel des 19. Jahrhunderts geplanten aber unvollständig ausgeführten Erweiterung der Stadt an ihrem Südrand. Beide wurden um 1900 errichtet. | BDA-Hist.: Q37943375 Status: § 2a Stand der BDA-Liste: 2025-06-30 Name: Volksschule GstNr.: 80/9 |
| ja    | Datei hochladen | Bezirksgericht HERIS-ID: 31606 Objekt-ID: 28583                                                          | Ringstraße 29 Standort KG: Feldbach                           | Die beiden Monumentalbauten der Volksschule und des Gerichtsgebäude sind Teil einer im 4. Viertel des 19. Jahrhunderts geplanten aber unvollständig ausgeführten Erweiterung der Stadt an ihrem Südrand. Beide wurden um 1900 errichtet. | BDA-Hist.: Q37943385 Status: § 2a Stand der BDA-Liste: 2025-06-30 Name: Bezirksgericht GstNr.: .152 |
| ja    | Datei hochladen | Befestigungsanlage, Tabor HERIS-ID: 113190 Objekt-ID: 131438seit 2019                                    | Tabor-Platz 1 Standort KG: Feldbach                           | Der Tabor ist eine Wehranlage um die Kirche, an deren Innenseite mehrere zwei- bis dreistöckige, miteinander verbundenen Gebäude angebaut sind. Er wurde nach 1471 als Folgeerscheinung der Baumkircherfehde errichtet. In späterer Zeit dienten die Gebäude als Lagerräume und nunmehr als Heimatmuseum. | BDA-Hist.: Q63986292 Status: Bescheid Stand der BDA-Liste: 2025-06-30 Name: Befestigungsanlage, Tabor GstNr.: .43, .45, .50, .51, .52/1, .44, .59, .48, .61/2, .46, .47/1, .52/2, .52/4, .52/3, .49 Tabor Feldbach |
| ja    | Datei hochladen | Bauernhaus HERIS-ID: 31602 Objekt-ID: 28579                                                              | Torplatz 3 Standort KG: Feldbach                              | | BDA-Hist.: Q37943333 Status: Bescheid Stand der BDA-Liste: 2025-06-30 Name: Bauernhaus GstNr.: .120 |
| ja    | Datei hochladen | Gasthaus Lafer HERIS-ID: 31601 Objekt-ID: 28578                                                          | Torplatz 4 Standort KG: Feldbach                              | | BDA-Hist.: Q37943322 Status: Bescheid Stand der BDA-Liste: 2025-06-30 Name: Gasthaus Lafer GstNr.: .26/1 |
| ja    | Datei hochladen | Wirtschaftsgebäude HERIS-ID: 31603 Objekt-ID: 28580                                                      | Torplatz 5 Standort KG: Feldbach                              | | BDA-Hist.: Q37943353 Status: Bescheid Stand der BDA-Liste: 2025-06-30 Name: Wirtschaftsgebäude GstNr.: .598 |
| ja    | Datei hochladen | Bahndamm mit Brücken HERIS-ID: 112505 Objekt-ID: 130711seit 2017                                         | bei Weidenweg 14 Standort KG: Feldbach                        | | BDA-Hist.: Q37831394 Status: Bescheid Stand der BDA-Liste: 2025-06-30 Name: Bahndamm mit Brücken GstNr.: 535/1, .541 |
| ja    | Datei hochladen | Wehranlage HERIS-ID: 65087 Objekt-ID: 77902                                                              | Standort KG: Feldbach                                         | | BDA-Hist.: Q38109109 Status: § 2a Stand der BDA-Liste: 2025-06-30 Name: Wehranlage GstNr.: 516/1 |
| ja    | Datei hochladen | Bildstock, Dorf-Kreuz HERIS-ID: 31773 Objekt-ID: 28764                                                   | bei Gniebing 67 Standort KG: Gniebing                         | Der Kapellenbildstock mit dreiseitig polygonalem Schluss aus dem 4. Viertel des 19. Jahrhunderts (?) wird als Denkmal für die Gefallenen beider Weltkriege genützt. Die Dreieckgiebelfront hat eine rundbogige Öffnung in den Altarraum, die Fassadierung stammt aus dem 20. Jahrhundert. | BDA-Hist.: Q37944232 Status: § 2a Stand der BDA-Liste: 2025-06-30 Name: Bildstock, Dorf-Kreuz GstNr.: 1570 |
| ja    | Datei hochladen | Bildstock HERIS-ID: 31759 Objekt-ID: 28750                                                               | bei Gniebing 146a Standort KG: Gniebing                       | | BDA-Hist.: Q37944172 Status: § 2a Stand der BDA-Liste: 2025-06-30 Name: Bildstock GstNr.: 1449/3 |
| ja    | Datei hochladen | Bildstock HERIS-ID: 60639 Objekt-ID: 72958                                                               | Dorfstraße Standort KG: Leitersdorf                           | | BDA-Hist.: Q38092604 Status: § 2a Stand der BDA-Liste: 2025-06-30 Name: Bildstock GstNr.: 619/2 |
| ja    | Datei hochladen | Turmburg im Hainfelder Schlosswald HERIS-ID: 58540 Objekt-ID: 69254                                      | Hainfelder Schlosswald Standort KG: Leitersdorf               | | BDA-Hist.: Q38083988 Status: Bescheid Stand der BDA-Liste: 2025-06-30 Name: Turmburg im Hainfelder Schlosswald GstNr.: 601/15, 589/2 Turmburg Hainfeld |
| ja    | Datei hochladen | Hügelgräberfeld im Hainfelder Schlosswald HERIS-ID: 59711 Objekt-ID: 71248seit 2012                      | Hainfelder Schlosswald Standort KG: Leitersdorf               | | BDA-Hist.: Q38088421 Status: Bescheid Stand der BDA-Liste: 2025-06-30 Name: Hügelgräberfeld im Hainfelder Schloßwald GstNr.: 589/2 Östliches Hügelgräberfeld am Steinberg, Feldbach |
| ja    | Datei hochladen | Schloss Hainfeld HERIS-ID: 37258 Objekt-ID: 36351                                                        | Leitersdorf im Raabtal 1 Standort KG: Leitersdorf             | Schloss Hainfeld entstand im 16. Jahrhundert aus einem älteren Ansitz als Gebäude und wurde nach 1719 umgebaut. Es ist ein zweigeschoßiger Vierflügelbau um einen annähernd quadratischen Hof, der von allen Seiten mit Pfeilerarkaden begrenzt ist. Im Süden des Hofes wurden Ende des 18. Jahrhunderts runde Treppentürme mit gebrochenen Kegeldächern angebaut. Außen wird das Gebäude an allen Ecken durch pyramidenbehelmte Türme flankiert. Im Norden ist die 1772 erbaute Schlosskapelle in den Bau integriert, die einen behelmten Turm aufweist. Mitte des 19. Jahrhunderts war das Schloss im Besitz des Orientalisten Joseph von Hammer-Purgstall. | BDA-Hist.: Q2241403 Status: Bescheid Stand der BDA-Liste: 2025-06-30 Name: Schloss Hainfeld GstNr.: 539/3 Schloss Hainfeld |
| ja    | Datei hochladen | Ortskapelle HERIS-ID: 60640 Objekt-ID: 72959                                                             | Leitersdorf im Raabtal 501 Standort KG: Leitersdorf           | | BDA-Hist.: Q38092610 Status: § 2a Stand der BDA-Liste: 2025-06-30 Name: Ortskapelle GstNr.: .160 |
| ja    | Datei hochladen | Hügelgräberfeld Steinberg HERIS-ID: 58539 Objekt-ID: 69253                                               | Steinberg Standort KG: Leitersdorf                            | Römerzeitliches Hügelgräberfeld am Steinberg: westlicher Rand in der KG Mühldorf liegend. Durch neuerliche Bestandsaufnahme durch K. Kojalek Lokalisierung weiterer Tumuli, Kleinfunde (Perlen, Keramik) bei Einzeluntersuchung eines Tumuli 1997, die Keramikfiguren weisen auf eine Datierung ins frühe 2. Jahrhundert. | BDA-Hist.: Q38083977 Status: Bescheid Stand der BDA-Liste: 2025-06-30 Name: Hügelgräberfeld Steinberg GstNr.: 589/2 Westliches Hügelgraberfeld am Steinberg, Feldbach (KG Leitersdorf) |
| ja    | Datei hochladen | Dorfschmiede HERIS-ID: 60665 Objekt-ID: 73012                                                            | Standort KG: Mühldorf                                         | | BDA-Hist.: Q38092724 Status: § 2a Stand der BDA-Liste: 2025-06-30 Name: Dorfschmiede GstNr.: 710/5 |
| ja    | Datei hochladen | Ehem. Aufbahrungshalle, jetzt Friedhofskapelle mit Friedhofsummauerung HERIS-ID: 60668 Objekt-ID: 73038  | Mühldorf 307 Standort KG: Mühldorf                            | | BDA-Hist.: Q38092733 Status: Bescheid Stand der BDA-Liste: 2025-06-30 Name: Ehem. Aufbahrungshalle, jetzt Friedhofskapelle mit Friedhofsummauerung GstNr.: 208/6, .186 |
| ja    | Datei hochladen | Bildstock HERIS-ID: 60672 Objekt-ID: 73048                                                               | Standort KG: Mühldorf                                         | Anmerkung: siehe Fehlerliste | BDA-Hist.: Q38092751 Status: § 2a Stand der BDA-Liste: 2025-06-30 Name: Bildstock GstNr.: 446/2 |
| ja    | Datei hochladen | Hügelgräberfeld Steinberg HERIS-ID: 60254 Objekt-ID: 72423                                               | Steinberg Standort KG: Mühldorf                               | Römerzeitliches Hügelgräberfeld am Steinberg: mehrheitlich in der KG Leitersdorf liegend. Durch neuerliche Bestandsaufnahme durch K. Kojalek Lokalisierung weiterer Tumuli, Kleinfunde (Perlen, Keramik) bei Einzeluntersuchung eines Tumuli 1997, die Keramikfiguren weisen auf eine Datierung ins frühe 2. Jahrhundert. | BDA-Hist.: Q38091246 Status: Bescheid Stand der BDA-Liste: 2025-06-30 Name: Hügelgräberfeld Steinberg GstNr.: 779/2 Westliches Hügelgraberfeld am Steinberg, Feldbach (KG Mühldorf) |
| ja    | Datei hochladen | Wasserreservoir am Steinberg HERIS-ID: 65998 Objekt-ID: 78868seit 2017                                   | Standort KG: Mühldorf                                         | | BDA-Hist.: Q38112365 Status: Bescheid Stand der BDA-Liste: 2025-06-30 Name: Wasserreservoir am Steinberg GstNr.: 779/10 |
| ja    | Datei hochladen | Archäologisches Bodendenkmal, Materialseilbahn HERIS-ID: 65999 Objekt-ID: 78869seit 2017                 | Standort KG: Mühldorf                                         | | BDA-Hist.: Q38112376 Status: Bescheid Stand der BDA-Liste: 2025-06-30 Name: Archäologisches Bodendenkmal, Materialseilbahn GstNr.: 779/9, 785/5, 1398 |
| ja    | Datei hochladen | Jüdische Gräber am Steinberg HERIS-ID: 66000 Objekt-ID: 78870seit 2017                                   | Standort KG: Mühldorf                                         | → Hauptartikel : Kriegsgefangenenlager Feldbach f1 | BDA-Hist.: Q64692149 Status: Bescheid Stand der BDA-Liste: 2025-06-30 Name: Jüdische Gräber am Steinberg GstNr.: 779/37, 779/39 Jüdische Grabsteine Steinberg |
| ja    | Datei hochladen | Heeresfeldbahn Steinberg mit Brunnenanlage HERIS-ID: 66001 Objekt-ID: 78871seit 2017                     | Standort KG: Mühldorf                                         | → Hauptartikel : Kriegsgefangenenlager Feldbach f1 | BDA-Hist.: Q64692150 Status: Bescheid Stand der BDA-Liste: 2025-06-30 Name: Heeresfeldbahn Steinberg mit Brunnenanlage GstNr.: 779/43, 779/49, 786/1, 779/33, 779/37, 785/3, 785/4, 779/39, 796/1, 791/5, 792/3, 779/45, 779/47, 793/3, 787/1, 788/1, 789/3, 779/53, 779/55, 1404 Heeresfeldbahn Steinberg mit Brunnenanlage |
| ja    | Datei hochladen | Ortskapelle HERIS-ID: 61169 Objekt-ID: 73579                                                             | Standort KG: Raabau                                           | Die Kapelle wurde 1911 erbaut. Auf dem Altar steht eine Maria Immaculata aus der 2. Hälfte des 18. Jahrhunderts. | BDA-Hist.: Q38094695 Status: § 2a Stand der BDA-Liste: 2025-06-30 Name: Ortskapelle GstNr.: .118 |
| ja BW | Datei hochladen | Bauernhaus, Presshaus HERIS-ID: 111727 Objekt-ID: 129722seit 2012                                        | Raabau 68 Standort KG: Raabau                                 | | BDA-Hist.: Q37826306 Status: Bescheid Stand der BDA-Liste: 2025-06-30 Name: Bauernhaus, Presshaus GstNr.: 171/3 Bauernhaus Raabau 68 |
| ja    | Datei hochladen | Ortskapelle Hl. Dreifaltigkeit HERIS-ID: 31781 Objekt-ID: 28772                                          | Standort KG: Weißenbach                                       | Die einjochige Ortskapelle Hl. Dreifaltigkeit mit dreiseitig polygonalem Schluss stammt aus dem Jahre 1882. Der dreigeschoßige, axiale Fassadenturm trägt einen Spitzhelm; über der spitzbogigen Portalnische befindet sich eine rundbogige Figurennische mit einer Figur des hl. Florian. Die originale zweiflügelige Holztür zeigt Reliefs der hll. Petrus und Paulus. Seitliche Spitzbogenfenster. Die Fassadengliederung ist mittels Lisenen und einen unterhalb des profilierten Dachgesimses umlaufenden Zahnschnittfries gestaltet. | BDA-Hist.: Q37944299 Status: § 2a Stand der BDA-Liste: 2025-06-30 Name: Ortskapelle Hl. Dreifaltigkeit GstNr.: 1081 |
| ja    | Datei hochladen | Kalvarienberg/Kreuzweg HERIS-ID: 66552 Objekt-ID: 79451                                                  | Standort KG: Weißenbach                                       | | BDA-Hist.: Q38113501 Status: § 2a Stand der BDA-Liste: 2025-06-30 Name: Kalvarienberg/Kreuzweg GstNr.: 102/1 Kalvarienberg Weißenbach (Feldbach) |